# Benthesicymidae
Benthesicymidae (лат.) — семейство десятиногих раков (Decapoda) из надсемейства Penaeoidea  подотряда Dendrobranchiata. Включает около 50 видов.

## Описание
Карапакс с краевым бранхиостегальным шипом; посторбитальный и постантенальный шипы отсутствуют; шейная и постцервикальная борозды достигают среднеорсальной линии, бранхиокардиальные и печеночные борозды обычно хорошо выражены. Покровы тонкие, мягкие, гибкие. Рострум короткий, не выходит за пределы глаз, латерально сжатый, дорсальных ростральных/постростральных зубцов не более 3, обычно 2 или меньше, вентрально не вооружен. Глаз с оптическим калатусом, несущим мезиальный бугорок; глазная чешуя и шиловидный выступ отсутствуют. Антеннулы с прозартемой, обычно представленной пучком волосков; с двумя удлиненными нитевидными жгутиками. Плевробранхии присутствуют на сомитах IX—XIV; одна артробранхия на сомите VII, две на сомитах VIII—XIII; подобранхии на втором и третьем максиллипедах и первом-третьем переиоподах, но только на втором максиллипеде у Gennadas; эпипод присутствует на втором максиллипеде до четвертого или пятого переиопода. Плеомеры разнообразно окаймлены, иногда заканчиваются задним шипом. Петазма открытая, в целом широкопластинчатая, с гибкой частью вентролатеральной лопасти, прикрепленной к дорсолатеральной лопасти на большей части или на всей длине. Тельсон с 1—4 парами латеральных подвижных шипов; вершина обычно усеченная, иногда острая.
Виды этого семейства встречаются на континентальных склонах и в прибрежной толще воды. Экзоскелет тонкий и мембранный. Многие виды окрашены от оранжевого до тёмно-красного цвета. Хотя особенности тельсона и карапакса могут быть характерны для определённых видов, мягкий экзоскелет часто рвётся или скручивается во время сбора. Окончательная идентификация зависит от изучения генитального аппарата, особенно у средневодных видов. Виды рода Benthesicymus — самые крупные представители этого семейства в Калифорнии. Эти бентосные креветки населяют илистые участки континентальных склонов и абиссальных равнин. Виды Gennadas и Bentheogennema обитают в средних водах. Средневодные бентезицимиды совершают вертикальные миграции. Они питаются преимущественно копеподами, остракодами и другими мелкими ракообразными.

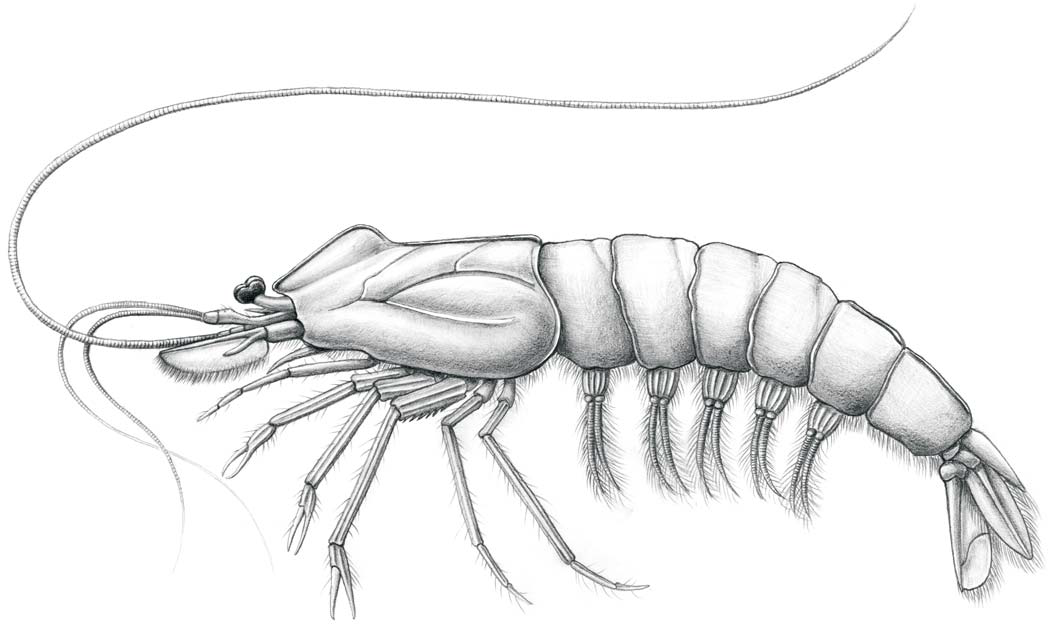
Palaeobenthesicymus libanensis

## Классификация
Включает более 10 родов и около 50 видов.
- Altelatipes Crosnier & Vereshchaka, 2008
- Amalopenaeus Smith, 1882
- Bathicaris Vereshchaka & Kulagin, 2019[6]
- Bentheogennema Burkenroad, 1936
- Benthesicymus Spence Bate, 1881
- Benthoecetes Smith, 1884
  - = Trichocaris Vereshchaka & Kulagin, 2019[6]
- Benthonectes Smith, 1885
- Boreogennema Lunina, Kulagin & Vereshchaka, 2019
- Dalicaris Vereshchaka & Lunina, 2019[6]
- Gennadas Spence Bate, 1881
- Dalicaris Vereshchaka & Kulagin, 2019[6]
- Maorrancaris Vereshchaka & Kulagin, 2019[6]
- Notogennema Vereshchaka & Kulagin in Vereshchaka, Kulagin & Lunina, 2021[7]
- †Palaeobenthesicymus Audo & Charbonnier, 2013[8]
  - †Palaeobenthesicymus libanensis (меловой период, Ливан)
    - =Penaeus libanensis Brocchi, 1875
    - =Benthesicymus libanensis (Brocchi, 1875)